# Eustathiidae
Eustathiidae är en familj av spindeldjur. Eustathiidae ingår i ordningen kvalster, klassen spindeldjur, fylumet leddjur och riket djur.
Familjen innehåller bara släktet Eustathia.